# Подофиллотоксин
Подофиллотоксин (ПФТ) — лигнан неалкалоидной природы, токсин, получаемый экстракцией из корней подофилла (лат. Podophýllum). Данное вещество широко известно в фармакологии как кондилин, где является основным действующим веществом.

## Фармакологическое действие
Подофиллотоксин высокой степени очистки оказывает цитостатическое действие. При местном применении вызывает некроз наружных кондилом за счет прижигающего и мумифицирующего действия. Широко используется в медицине как средство против кондилом.

## Фармакокинетика
Применение 0,01—0,05 мл 0,5 % раствора подофиллотоксина приводит к появлению в сыворотке незначительных количеств активного вещества через 30—60 мин после его применения.
При применении 0,1 мл (кондиломы площадью более 4 см2) уровень подофиллотоксина в сыворотке достигает 5 нг/мл через 1—2 ч и снижается до 3 нг/мл через 4 ч после аппликации. При применении 0,15 мл фармакокинетические параметры подофиллотоксина отличаются от предыдущей дозы более замедленным выведением (через 12 ч в сыворотке определяется менее 1 нг/мл).
T1/2 подофиллотоксина колеблется от 1 до 4,5 ч. Не описано случаев кумуляции активного вещества.

## Побочные эффекты
Местные реакции: возможно появление покраснения, незначительно выраженной боли, изъязвления эпителиального покрова кондиломы (обычно в начале лечения, чаще на 2—3 день применения препарата). При наличии больших кондилом в препуциальной области возможно развитие отека и баланопостита.

## Передозировка
При местном применении раствора подофиллотоксина в высоких дозах его следует смыть водой с мылом. При случайном попадании внутрь необходимо промыть желудок, контролировать электролитный, газовый баланс, картину периферической крови, функциональное состояние печени.